# Hornoy-le-Bourg
Hornoy-le-Bourg – miejscowość i gmina we Francji, w regionie Hauts-de-France, w departamencie Somma.
Według danych na rok 1990 gminę zamieszkiwało 1448 osób, a gęstość zaludnienia wynosiła 28 osób/km² (wśród 2293 gmin Pikardii Hornoy-le-Bourg plasuje się na 193. miejscu pod względem liczby ludności, natomiast pod względem powierzchni na miejscu 4.).